# Рам (острво)
Рам (енгл. Rùm) је једно од Британских острва које припада Уједињеном Краљевству, односно Шкотској. Налази се у Атлантски океан и део је ужег архипелага Унутрашњи Хебриди. Површина острва износи 105 km². Према попису из 2001. на острву је живело 22 становника.